# Ойстинс
О́йстинс (англ. Oistins) — город-курорт на берегу Барбадоса, столица прихода Крайст-Чёрч.

## Этимология
Считается, что «Ойстинс» — это искажение фамилии Остин. Есть версия, что такую фамилию носил землевладелец Барбадоса, который по происхождению являлся шотландцем или ирландцем. Барбадосский историк Ричард Лигон описывал землевладельца Остина как «дикого, безумного, пьяного парня».

## География
Ойстинс расположен в прибрежной зоне вдоль береговой линии прихода Крайст-Чёрч. Город включает в себя рыбацкую деревню.

## История
В историческом контексте Ойстинс являлся местом, где был заключен Ойстинский договор Барбадосской хартии от 17 января 1652 года. Договор должен был положить конец борьбе между колониальными поселенцами колонии Барбадос и Английским содружеством за права Барбадоса торговать с Нидерландами, контролируемыми Испанией.
Впоследствии в Ойстинсе была размещена англиканская приходская церковь Крайст-Чёрч, заняв здание бывшей больницы.
Из-за непосредственной близости Ойстинса и аэропорта имени Грэнтли Адамса в городе работало много сотрудников проекта HARP.

## Туризм
В городе проводят общественное мероприятие «Лайм», на котором можно увидеть множество киосков с едой и напитками, где также продаются жареная рыба и местные ручные изделия. В городе расположено большое количество отелей и несколько пляжей, из которых наиболее популярным является Майами-Бич (англ. Miami Beach).